# Лужница (растение)
Лужница (лат. Limosella) — род травянистых цветковых растений семейства Подорожниковые (ранее включался в семейство Норичниковые (Scrophulariaceae)).

## Название
Научное название рода — Limosella — было впервые употреблено в 1728 году франко-немецким ботаником Францем Бальтазаром фон Линдерном (1682—1755). Оно происходит от лат. limosus — «болотистый, илистый», что относится к обычным местам произрастания типового вида рода. В 1753 году Карл Линней перенял это название в Species plantarum.

## Ботаническое описание
Род объединяет небольшие однолетние, реже многолетние травянистые растения. Стебли короткие, мало развитые, четырёхребристые. Листья собраны в прикорневую розетку, реже очерёдные на стебле, с не всегда чёткими черешками, в очертании линейные, ланцетовидные или продолговато-яйцевидные, с цельным краем.
Цветки расположены на заметных цветоножках. Чашечка обычно разделена на 5 долей, колокольчатая. Венчик бледный, белый или беловатый, с розовато-лиловыми или синими пятнышками в трубке. Тычинки в количестве четырёх (изредка встречаются экземпляры с двумя тычинками). Завязь шаровидной или яйцевидной формы.
Плод — притупленная коробочка с большим количеством семян с сетчатой поверхностью.

## Распространение и экология
Несмотря на небольшое число видов, род Лужница имеет обширный ареал — его представители известны в Европе, Азии, Северной Америке, Австралии.

## Классификация

### Таксономическое положение
- Limosella L., 1753, Sp. Pl. : 631

Род Лужница включается в семейство Подорожниковые (Plantaginaceae) порядка Ясноткоцветные (Lamiales) клады Ламииды, последовательно входящей в более крупные клады Астериды → Суперастериды → Эвдикоты → Цветковые растения. Таксономическая схема в соответствии с Системой APG IV по состоянию на декабрь 2023 года:
|  |                          |  |                                   |                                   |                          |  | еще 23 семейства |               |               |                                                               |
|  |                          |  |                                   |                                   |                          |  |                  |               |               | 16 подтвержденных видов и 3 вида в статусе "неподтвержденных" |
|  |                          |  |                                   | порядок Ясноткоцветные            |                          |  |                  |               | род Лужница   |                                                               |
|  |                          |  |                                   | порядок Ясноткоцветные            |                          |  |                  |               | род Лужница   |                                                               |
|  | клада Цветковые растения |  |                                   |                                   | семейство Подорожниковые |  |                  |               |               |                                                               |
|  | клада Цветковые растения |  |                                   |                                   |                          |  |                  |               |               |                                                               |
|  |                          |  | ещё 63 порядка цветковых растений | ещё 63 порядка цветковых растений |                          |  |                  | еще 105 родов | еще 105 родов |                                                               |
|  |                          |  |                                   | ещё 63 порядка цветковых растений |                          |  |                  |               | еще 105 родов |                                                               |

### Виды
- Limosella acaulis Sessé & Moc., 1894 — Лужница бесстебельная
- Limosella africana Glück, 1934 — Лужница африканская
- Limosella aquatica L., 1753 typus — Лужница водяная
- Limosella australis R.Br., 1810 — Лужница австралийская
- Limosella capensis Thunb.
- Limosella curdieana F.Muell.
- Limosella grandiflora Benth., 1846 — Лужница крупноцветковая
- Limosella granitica W.R.Barker
- Limosella inflata Hilliard & B.L.Burtt
- Limosella longiflora Kuntze
- Limosella macrantha R.E.Fr.
- Limosella maior Diels
- Limosella major Diels
- Limosella pretoriensis Suess.
- Limosella tenella Quézel & Contandr.
- Limosella vesiculosa Hilliard & B.L.Burtt